# Jenny Karlová
Jenny Karl, (* 6. srpna 1978 Německo) je bývalá reprezentantka Německa v judu.

## Sportovní kariéra
S judem začínala v 9 letech v Lohru nad Mohanem pod vedením Klaus Meyera. Později se připravovala v Rüsselsheimu a nakonec ve Wiesbadenu pod vedením Siegberta Geudera.
Vrcholem její kariéry měla být účast na olympijských hrách v Athénách v roce 2004. Přípravu na olympijský rok měla výbornou, ale v cestě jí stala tehdejší reprezentační jednička Uta Kühnenová. O účasti měl rozhdonout světový pohár v Římě. Obě aktérky se dostaly až do finále, ale silnější nervy měla nakonec zkušenější soupeřka. Chuť si spravila na následujícícm mistrovství Evropy, ale v dalších letech se jí na reprezentačním poli tolik nedařilo. V olympijském roce 2008 ji nahradila Heide Wollertová.

## Výsledky
| Turnaj             | 1995           | 1996           | 1997           | 1998           | 1999           | 2000           | 2001           | 2002           | 2003           | 2004           | 2005           | 2006           | 2007           |
| Turnaj             | 17             | 18             | 19             | 20             | 21             | 22             | 23             | 24             | 25             | 26             | 27             | 28             | 29             |
| Turnaj             | polotěžká váha | polotěžká váha | polotěžká váha | polotěžká váha | polotěžká váha | polotěžká váha | polotěžká váha | polotěžká váha | polotěžká váha | polotěžká váha | polotěžká váha | polotěžká váha | polotěžká váha |
| ------------------ | -------------- | -------------- | -------------- | -------------- | -------------- | -------------- | -------------- | -------------- | -------------- | -------------- | -------------- | -------------- | -------------- |
| Mistrovství světa  | —              |                | —              |                | —              |                | —              |                | —              |                | úč.            |                | —              |
| Mistrovství Evropy | —              | —              | —              | —              | —              | —              | —              | 5.             | 3.             | 1.             | —              | úč.            | úč.            |
| MS juniorů         |                | 5.             |                |                |                |                |                |                |                |                |                |                |                |
| ME juniorů         | 5.             | 2.             |                |                |                |                |                |                |                |                |                |                |                |